# Bernard Gravet
Bernard Gravet, né le 7 novembre 1940 à Anzin et mort le 13 janvier 2018 à Aix-en-Provence, est un haut fonctionnaire de la police nationale française. D'abord commissaire, il gravi progressivement les échelons de la police judiciaire, notamment au sein des stup', pour finalement être nommé au poste de directeur de la Direction centrale de la police judiciaire (DCPJ) de 1995 à 1999.

## Famille et études
Bernard Gravet est le fils du commissaire de police André Gravet et d'Yvonne Flament.
Bernard Gravet fait ses études secondaires au lycée Ernest Couteaux de Saint-Amand-les-Eaux, puis devient étudiant à la faculté de droit de l'université de Lille. Il obtient sa licence en droit privé et en sciences économiques, puis passe son DES en droit privé. De 1965 à 1967, il a le poste d'assistant de droit privé à la faculté de Lille.
Il est marié à Simone Gravet (née Hourdiaux) ; ils ont deux enfants : Emmanuelle et François Gravet.

## Carrière dans la police

### Montée en grade
Élève de l'École nationale supérieure de la Police à Saint-Cyr-au-Mont-d'Or (promotion 1968 René Lacroix). Bernard Gravet est nommé commissaire de police le 12 novembre 1968 avec affectation à la Direction de la police judiciaire à Paris. Le 16 août 1969, il rejoint la DGSN, puis la DGPN (Direction générale de la Police nationale).
Il passe au grade de commissaire principal le 1er janvier 1977. Le 16 février 1977, il reçoit son affectation au Service régional de police judiciaire (SRPJ) de Marseille, plus précisément à la tête de la brigade des stupéfiants, dans le contexte de poursuite de la lutte contre la French Connection puis la Chinese Connection (trafics de dimension internationale, avec transformation de la morphine-base en héroïne dans les labos clandestins de l'agglomération marseillaise), en collaboration avec le juge Pierre Michel. Puis le 5 novembre 1979, il devient sous-chef du SRPJ de Toulouse.
Le 15 décembre 1982, il est chargé de mission à la Direction centrale de la police judiciaire (DCPJ).
Le 23 décembre 1984, il est nommé au grade de commissaire divisionnaire. Le 18 octobre 1985, il reçoit le poste de chef de la 4e division (chargée de la répression du banditisme) à la DCPJ. Puis le 27 janvier 1987, il passe chef de la 7e division de la DCPJ, c'est-à-dire l'Office central pour la répression du trafic illicite des stupéfiants (OCRTIS). Interrogé par un journaliste sur la façon de payer les indics, il lui répond « En fraîche ! », c'est-à-dire avec de l'argent d'une caisse noire.
Le 17 septembre 1990, il est chargé de mission auprès du directeur central de la police judiciaire, chargé des ressources et des liaisons. À ce titre, il pilote en 1991 le projet « PJ 2000 » lancé par le directeur de la DCPJ Jacques Genthial pour restructurer les services et lutter contre la cooptation (érigé alors comme système de gestion des ressources humaines).
Le 1er novembre 1993, il est nommé directeur central adjoint de la police judiciaire, chargé de la sous-direction de la police technique et scientifique. Quand le ministre de l'Intérieur Charles Pasqua cherche des services à délocalisation en région (dans le cadre de la politique de décentralisation), Bernard Gravet lui propose et obtient le regroupement et le déménagement de toute la sous-direction de la police technique et scientifique à Écully, dans l'agglomération lyonnaise.

### Directeur central de la PJ
Le 15 mars 1995, Bernard Gravet est nommé par le ministre Charles Pasqua chef de la Direction centrale de la police judiciaire (DCPJ). Son prédécesseur, Jacques Franquet, venait de démissionner le 21 février 1995, après avoir été mis en cause dans l'affaire Schuller-Maréchal, pour les écoutes dirigées contre le juge Éric Halphen.
Principales affaires à gérer :
- attentats du 25 juillet à octobre 1995 : colère de Jacques Chirac exigeant des résultats, ciblant Gravet et Claude Guéant[12] ;
- attaques à main armée du gang de Roubaix en 1996 ;
- affaire Tiberi (affaires des HLM de Paris, puis des faux électeurs du 5e), comprenant l'envoi d'une lettre portant les noms de Bernard Gravet et Marc Moinard[13] au procureur Laurent Davenas pour savoir s'il lance une enquête préliminaire sur Xavière Tiberi (le proc' étant au Népal pour gravir l'Imja Tse, le courrier lui arrive par hélicoptère)[14] ;
- affaire Erignac (assassiné le 6 février 1998), enquête confiée par le ministre à Roger Marion (chef de la DNAT)[n 2] et Bernard Squarcini (DCRG)[15], avec querelles de chefs, guerre entre services et investigations parallèles.

### Fin de carrière
Le 22 septembre 1999, Bernard Gravet est remplacé à la tête de la DCPJ par Patrick Riou, avec sa nomination (un sinécure pour compenser partiellement, à un an de la retraite) à l'Inspection générale de la Police nationale (IGPN).
Le 4 octobre 1999, le ministre de l'Intérieur Jean-Pierre Chevènement confie à Bernard Gravet et à Dominique Garabiol (alors chef de l'Inspection du conseil des marchés financiers) la mission d'étudier la lutte contre le blanchiment de l'argent sale en France. Selon leur rapport, d'une part ils estiment à 40 milliards de francs par an l'investissement criminel en France, d'autre part ils signalent le très faible nombre d'instructions judiciaires (la majorité étant en plus clos sans jugement) par rapport aux autres pays occidentaux.
Il prend sa retraite le 8 novembre 2000, avec le titre de directeur honoraire de la police judiciaire.

## Décorations
- Officier de la Légion d'honneur. Il est fait chevalier dans l'ordre national de la Légion d'honneur le 5 juin 1991, puis passe officier au 1er janvier 2003[17].
- Officier de l'ordre national du Mérite